# Mosquée Jamal-Abdel-Nasser
La mosquée Jamal-Abdel-Nasser (en arabe : مسجد جمال عبد الناصر, Masjid Jamal 'Abd an-Nasser) est la plus grande mosquée d'al-Bireh, dans le centre de la Cisjordanie. Situé dans le centre de la ville, l'édifice est nommé d'après l'ancien président égyptien Gamal Abdel Nasser.

## Histoire

### Conflit israélo-palestinien
Le 14 mars 2002, les Forces de défense d'Israël prennent le contrôle de la mosquée et installent sur son minaret des tireurs d'élite, qui abattent quatre Palestiniens.
Le 22 septembre 2007, plusieurs dizaines d'épouses de militants du Hamas emprisonnés, ainsi que d'autres femmes membres de l'organisation, marchent de la mosquée Jamal-Abdel-Nasser à la place al-Manara (en) pour protester contre ce qu'elle estiment être une détention arbitraire de leurs proches par l'Autorité palestinienne (AP). Les forces de l'ordre de l'AP leur refusent l'accès à la place et les dispersent à l'aide de gaz lacrymogène.